# Nosy Ve
Nosy Ve is de naam van een koraaleiland van Madagaskar gelegen op twee kilometer afstand van het kleine kuststadje Anakao, behorend tot de regio Atsimo-Andrefana.
Het koraalrif rondom Nosy Ve ongeveer 4,5 kilometer lang en 1,8 kilometer breed met een totaal oppervlak van 8,1 km2. Nosy Ve is zelf 1200 meter lang en 800 meter breed met een totaal oppervlak van ongeveer 1 km2.

## Geschiedenis
Nosy Ve was waarschijnlijk een toevluchtsoord voor piraten. Waarschijnlijk vestigde de eerste Franse vertegenwoordiging op dit eiland en in 1895 kwamen er meer mensen op het eiland wonen, wat goed strategisch lag voor aanvallen. Tegenwoordig zijn er nog weinig overblijfselen (een wastafel en een aantal tombes) over van de Franse vestiging en wordt het eiland gebruikt voor de visvangst en toerisme.

## Natuur
Nosy Ve is een zeer belangrijke broedplek voor de roodstaartkeerkringvogel (Phaethon rubricauda). Ook zijn de koraalriffen rond het eiland een belangrijke eigenschap.